# Oversø Sogn
Oversø Sogn (på tysk Kirchspiel Oeversee) er et sogn i Sydslesvig. Sognet lå i Ugle Herred (Flensborg Amt), nu i kommunerne Oversø,  Tarp og delvis Hanved (Jaruplund) i Slesvig-Flensborg Kreds i delstaten Slesvig-Holsten. 
I Oversø Sogn findes flg. stednavne:
- Aagaard (Augaard) → Ågård
- Barderup (på ældre dansk også Bardrup[1])
- Barderupmark[2]
- Bilskov (Bilschau)
- en del af kolonistbyen Frederikshede
- Frørup (Frörup)
- Frørupgaard
- Frørupmark
- Frørupsand
- Frørupskov (Frörupholz) med Frørup Bjerge
- Hornskov (Hornholz) med Hornskov Bakker (Hornholzer Höhen)
- Jaruplund
- Julskov (Juhlschau)
- Julianegaard
- Munkvolstrup (Munkwolstrup)
- Nydam
- Oversø
- Sankelmark
- Sophiegaard
- Tarp (også Tarup)
- Prindsgaard
- Tinghøj (Tinghoe)
- Ågård (Augard)